# Бокс-камера

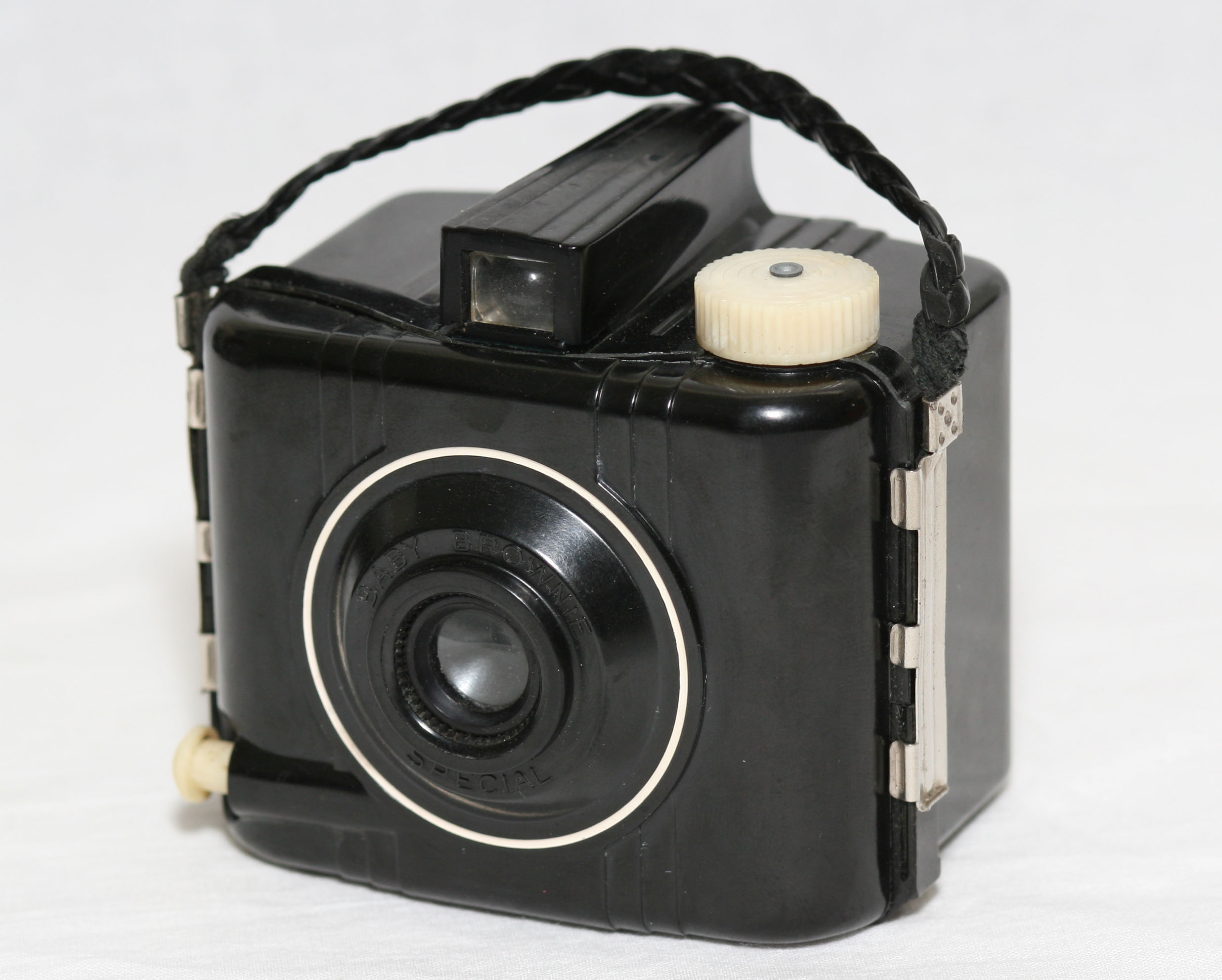
Бокс-камера «Kodak Baby Brownie Special», 1939 год

Бо́кс-ка́мера, ручно́й я́щичный фотоаппара́т — разновидность простейших фотоаппаратов, изготовленных в корпусе ящичного типа из прессованного картона, обтянутого дерматином, или из пластмассы. Конструкция получила распространение, начиная с 1890-х годов, и оставалась популярной среди фотолюбителей вплоть до середины XX века. 

## Технические особенности
Первые бокс-камеры были рассчитаны на применение фотопластинок, расположенных в специальном магазине с механизмом их быстрой замены. Позднее фотопластинки уступили место среднеформатному рольфильму, предназначенному для контактной печати снимков без их увеличения. Небольшой размер отпечатков допускал невысокое качество негативов, получаемых такими фотоаппаратами. В конструкции использовались простейший (чаще всего — однолинзовый «Мениск») объектив типа фикс-фокус и примитивный центральный затвор с одной-двумя выдержками. Весь диапазон часто ограничивался единственной моментальной и ручной выдержками. Перемотка плёнки осуществлялась простейшим механизмом без связи с взводом затвора и счётчика кадров, роль которого выполняли цифры на бумажном ракорде, видимые через окно на задней крышке. Небольшой диапазон выдержек и диафрагм позволял вести съёмку только в определённых световых условиях, в противном случае правильная экспозиция достигалась подбором светочувствительности фотоматериала в зависимости от погоды.

## История
Бокс-камеры были первыми фотоаппаратами, в которых вместо фотопластинок использовалась гибкая фотоплёнка. Впервые конструкция реализована компанией Eastman Kodak в 1888 году. Простейший ящичный фотоаппарат «Kodak», дающий негативы круглой формы, предназначался для семейной фотографии и заряжался роликом плёнки на заводе. После съёмки последнего кадра камера возвращалась по почте на завод, где плёнка проявлялась, и с неё делались контрольные отпечатки, которые отсылались обратно вместе с перезаряженным фотоаппаратом. В СССР типу бокс-камеры соответствовали фотоаппараты «Малыш», «Юнкор», «Школьник» и «Этюд». В 1930-х годах выпускались бокс-камеры с ящичным корпусом «Рекорд», «Пионер», «Юный фотокор» и «Ученик». С развитием и усложнением любительской фотоаппаратуры в середине XX века бокс-камеры потеряли популярность. Снова они появились на рынке, благодаря совершенствованию микроэлектроники, позволившей при такой же невысокой себестоимости вместо фиксированных настроек использовать в конструкции простейшее автоматическое управление экспозицией и снимать в любых световых условиях. Определённую роль сыграло распространение систем упрощённой зарядки фотоматериала, таких как Instamatic и Kodak Disc. По принципу бокс-камер строятся и одноразовые фотоаппараты.